# Amiotrofična lateralna skleroza
Amiotrofična lateralna skleroza (ALS) ili Lou Gehrigova bolest pripada grupi neuroloških bolesti, a zahvaća gornje i donje motorne neurone. Jedna je od najčešćih bolesti motorike, a može se javiti pojedinačno ili kao nasljedna obiteljska bolest (10 % svih slučajeva ALS-a). Za 20 % nasljeđenih ALS-a dokazana je mutacija gena za citosolnu bakar/cink superoksid dismutazu (SOD 1). Do danas je identificirano gotovo 50 SOD 1 mutacija kod osoba s obiteljskim ALS-om. 

## Epidemiologija
Oboljeti može svatko, no ALS najčešće pogađa sredovječne osobe. Incidencija je oko 1-2 oboljelih na 100 000 osoba. Većina umire unutar 3-5 godina od postavljene dijagnoze.
Prema podacima Nacionalnog instituta za neurološke poremećaje i moždani udar, čak 20 000 ljudi u SAD-u boluje od ALS-a, a svake se godine dijagnosticira 5000 novih slučajeva.

## Patogeneza
Postoje dvije teorije nastanka, jedna je prisutnost slobodnih radikala zbog mutacije gena koji kodira bakar/cink superoksid-dismutazu (SOD1). Slobodni radikali koji nisu izbačeni zbog tog enzima uzrokuju propadanje motoričkih živčanih stanica. Druga teorija je ekscitotoksično oštećenje zbog nedovoljnog izbacivanja glutamata iz područja sinapse. Postoje i teorije da ALS uzrokuju i egzogeni čimbenici - okolina, virusi i toksini.

## Simptomi
U početku ljudi mogu primijetiti slabost u mišićima, trzanje ili grčenje, a potom bolest progresivno onesposobljava hod, govor, gutanje i na kraju disanje. Mnogi provedu posljednje dane života u potpunosti paralizirani, dok im mozak i dalje funkcionira. 
Klinička slika okarakterizirana je progresivnim gubitkom mišićne mase i snage, fascikulacijama, spasticitetom, hiperrefleksijom i ekstenzornim plantarnim odgovorom (pozitivan znak Babinski refleksa), kao i razvojem dizartrije i disfagije. 
Bolest ima brz progresivan tijek, a jedini preporučeni lijek od strane FDA-a je riluzol. Iako tretman riluzolom može produljiti život pacijenta, njegovi učinci su skromni. 

## Diferencijalna dijagnoza
Tumorski procesi (npr. limfom, mijelom, karcinom), mijelopatija, nasljedna spastička parapareza, multifokalna spastična parapareza, atrofija mišića šake, tumori u vratnoj kralježničnoj moždini, bolest perifernih živaca, nasljedne neuropatije, toskične periferne neuropatije, tumori u parasagitalnoj regiji, bolesti neruomuskularne spojnice

## Liječenje
ALS se liječi Riluzolom u dozi od 100 mg dnevno. On posjeduje antiglutamatna svojstva i blokira glutaminergičku transmisiju u SŽS-u. Nuspojave lijeka uključuju mučninu, umor i gastrointestinalne poremećaje. Primjenjuju se visoke doze antioksidansa, tokoferola (vitamin C i E). U simptomatskom liječenju koristi se antikolinergičko djelovanje amitriptilina, atropin, fizikalna terapija. 
|  | Molimo pročitajte upozorenje o korištenju medicinskih informacija. Ne provodite liječenje bez savjetovanja s liječnikom! |